# Ostrężna (gromada)
Ostrężna – dawna gromada, czyli najmniejsza jednostka podziału terytorialnego Polskiej Rzeczypospolitej Ludowej w latach 1954–1972.
Gromady, z gromadzkimi radami narodowymi (GRN) jako organami władzy najniższego stopnia na wsi, funkcjonowały od reformy reorganizującej administrację wiejską przeprowadzonej jesienią 1954 do momentu ich zniesienia z dniem 1 stycznia 1973, tym samym wypierając organizację gminną w latach 1954–1972.
Gromadę Ostrężna z siedzibą GRN w Ostrężnej utworzono – jako jedną z 8759 gromad na obszarze Polski – w powiecie strzelińskim w woj. wrocławskim, na mocy uchwały nr 25/54 WRN we Wrocławiu z dnia 2 października 1954. W skład jednostki weszły obszary dotychczasowych gromad Ostrężna, Bożnowice, Dobroszów, Dzierżkowa, Krasiewice i Nowina ze zniesionej gminy Nowolesie w tymże powiecie oraz Jasienica ze zniesionej gminy Henryków w powiecie ząbkowickim w tymże województwie. Dla gromady ustalono 14 członków gromadzkiej rady narodowej.
1 stycznia 1960 gromadę Ostrężna zniesiono, a jej obszar włączono do gromad: Przeworno (wsie Ostrężna i Dzierżkowa), Sarby (wsie Nowina, Bożnowice i Jasienica) i znoszonej Gębice (wsie Dobroszów i Romanów) w tymże powiecie.